# گیلرمو اندارا
گیلرمو اندارا (انگلیسی: Guillermo Endara; زاده ۱۲ مهٔ ۱۹۳۶ – درگذشته ۲۸ سپتامبر ۲۰۰۹) سیاستمدار و وکیل اهل پاناما بود. وی از ۲۰ دسامبر ۱۹۸۹ تا ۱ سپتامبر ۱۹۹۴ رئیس‌جمهور پاناما بود.
گیلرمو اندارا در ۲۸ سپتامبر ۲۰۰۹، در سن ۷۳ سالگی بر اثر سکته قلبی درگذشت.

## اوایل زندگی و حرفه
اندارا در سال ۱۹۳۶ در پاناما سیتی، پاناما متولد شد. پدرش، گیلرمو اندارا پانیزا، متحد آرنولفو آریاس، بنیانگذار حزب «آثنیت پانامانیستا» بود و خانواده‌اش پس از سرنگونی آریاس در کودتای ۱۹۴۱، تبعید شدند.
اندارا تحصیلاتش را در آرژانتین ادامه داد و سپس به مؤسسه نظامی بلک-فاکس در لس‌آنجلس در ایالات متحده رفت. او در آنجا به عنوان یک «دانشجوی ممتاز» توصیف شد. اندارا سبس در دانشکده حقوق دانشگاه پاناما، به تحصیل پرداخت وبا رتبه اول در کلاس خود فارغ‌التحصیل شد، و سپس به دانشگاه نیویورک رفت.